# لويس لوبيز
لويس لوبيز (بالإسبانية: Luis María López Rekarte)‏ (26 مارس 1962 موندراغون إسبانيا - ) هو لاعب كرة قدم إسباني يلعب كلاعب وسط.

## مسيرته الكروية
لعب لويس لوبيز خلال مسيرته الاحترافية مع 5 أندية في ثمانية عشر موسمًا وسجل خلالها 16 هدفًا ضمن 424 مباراة. حيث فاز في ثلاثة مواسم بالكأس وفي موسم واحد بالدوري.
خاض لويس لوبيز مسيرته مع نادي ديبورتيفو ألافيس في موسم 1979–80 ليلعب معه ستة مواسم، مشاركًا في 113 مباراة سجل خلالها 9 أهداف. ثم انتقل إلى نادي ريال سوسيداد في موسم 1985–86 واستمر معه طيلة ثلاثة مواسم، حيث شارك في 92 مباراة سجل خلالها هدفين. لينتقل بعدها إلى نادي برشلونة في موسم 1988–89 واستمر معه طيلة ثلاثة مواسم، مشاركًا في 59 مباراة ولم يسجل أي هدف. ثم انتقل إلى نادي ديبورتيفو لاكورونيا في موسم 1991–92 ليلعب معه خمسة مواسم، مشاركًا في 149 مباراة سجل خلالها 5 أهداف. هذا وانتقل لاحقًا إلى نادي ريال مايوركا في موسم 1996–97 لمدة موسم واحد، مشاركًا في 11 مباراة ولم يسجل أي هدف.

## روابط خارجية
- لويس لوبيز على موقع ناشيونال فوتبول تيمز (الإنجليزية)